# عروس زیبای من
عروس زیبای من (انگلیسی: My Beautiful Bride؛‏ کره‌ای: 아름다운 나의 신부) مجموعه تلویزیونی محصول کره جنوبی سال ۲۰۱۵ با بازی کیم مو یول، لی شی یونگ، کو سونگ هی، ریو سونگ سو و پارک هه جون است. این مجموعه از ۲۰ ژوئن تا ۹ اوت ۲۰۱۵، روزهای شنبه و یکشنبه ساعت ۲۲:۲۰ (کی‌اس‌تی) از شبکهٔ اوسی‌ان پخش شد.

## خلاصه داستان
داستانی عاشقانه و پرتنش دربارهٔ مردی که برای بازپس‌گرفتن عروس محبوبش، تا آخرین مرزهای ممکن پیش می‌رود و خود را در سراشیبی نابودی می‌اندازد.

## بازیگران
- کیم مو یول در نقش کیم دو هیونگ
- لی شی یونگ در نقش چا یون می
- کو سونگ هی یون جو یونگ / یون جو هی
- ریو سونگ سو در نقش سو جین کی / لی کی سو
- پارک هه جون در نقش پارک هیونگ شیک
- چوی بیونگ مو در نقش منشی کیم[۲][۳]